# Dżinn (komiks)
Dżinn (fr. Djinn) – seria komiksowa autorstwa belgijskiego scenarzysty Jeana Dufaux i hiszpańskiej rysowniczki Any Mirallès, wydawana od 2001 do 2016 przez francuskie wydawnictwo Dargaud. Po polsku seria ukazała się nakładem wydawnictwa Scream Comics.

## Fabuła
Młoda Angielka, Kim Nelson, przyjeżdża do Stambułu w poszukiwaniu informacji o swojej babce Jade. Przed I wojną światową Jade była faworytą sułtana Muratiego, zwanego „Czarnym Sułtanem”, który kazał jej uwieść Lorda Nelsona, aby w ten sposób Turcja mogła wywierać wpływ na europejską politykę. Kim poznaje Maleka, tajemniczego Turka ściganego przez policję, który pomaga dziewczynie w odkrywaniu historii Jade. W toku opowieści, w której równolegle przedstawiona jest historia babki i wnuczki, Kim odkrywa, że dzięki seksualnemu temperamentowi Jade była uważana za wcielenie dżinna.

## Tomy
| Tom | Tytuł i rok wydania polskiego | Tytuł i rok wydania oryginalnego | Uwagi                                                      |
| --- | ----------------------------- | -------------------------------- | ---------------------------------------------------------- |
| 1   | Faworyta (2016)               | La Favorite (2001)               | W wydaniu polskim tomy te ukazały się w zbiorczym albumie. |
| 2   | 30 dwoneczków (2016)          | Les 30 clochettes (2002)         | W wydaniu polskim tomy te ukazały się w zbiorczym albumie. |
| 3   | Tatuaż (2017)                 | Le Tatouage (2003)               | W wydaniu polskim tomy te ukazały się w zbiorczym albumie. |
| 4   | Skarb (2017)                  | Le Trésor (2004)                 | W wydaniu polskim tomy te ukazały się w zbiorczym albumie. |
| 5   | Afryka (2020)                 | Africa (2005)                    | W wydaniu polskim tomy te ukazały się w zbiorczym albumie. |
| 6   | Czana perła (2020)            | La Perle noire (2006)            | W wydaniu polskim tomy te ukazały się w zbiorczym albumie. |
| 7   | Pipiktu (2021)                | Pipiktu (2007)                   | W wydaniu polskim tomy te ukazały się w zbiorczym albumie. |
| 8   | Gorączka (2021)               | Fièvres (2008)                   | W wydaniu polskim tomy te ukazały się w zbiorczym albumie. |
| 9   | Król goryl (2021)             | Le Roi gorille (2009)            | W wydaniu polskim tomy te ukazały się w zbiorczym albumie. |
| 10  | Pawilon rozkoszy (2022)       | Le pavillon des plaisirs (2010)  | W wydaniu polskim tomy te ukazały się w zbiorczym albumie. |
| 11  | Wieczna młodość (2022)        | Une jeunesse éternelle (2012)    | W wydaniu polskim tomy te ukazały się w zbiorczym albumie. |
| 12  | Odzyskany honor (2023)        | Un honneur retrouvé (2014)       | W wydaniu polskim tomy te ukazały się w zbiorczym albumie. |
| 13  | Kim Nelson (2023)             | Kim Nelson (2016)                | W wydaniu polskim tomy te ukazały się w zbiorczym albumie. |